# Pond Hill
Der Pond Hill (englisch für Tümpelhügel) ist ein 190 m hoher Hügel auf King George Island im Archipel der Südlichen Shetlandinseln. Er ragt auf einer Landspitze auf, welche am Kopfende des Ezcurra-Fjords die Cardozo Cove von der Goulden Cove trennt.
Wissenschaftler einer von 1977 bis 1978 durchgeführten polnischen Antarktisexpedition benannten ihn nach einem kleinen Tümpel am Gipfel des Hügels.